# José Nicomedes Grossi
José Nicomedes Grossi (Cipotânea, 15 settembre 1915 – Juiz de Fora, 21 giugno 2009) è stato un vescovo cattolico brasiliano.

## Biografia
José Nicomedes Grossi studiò Filosofia e Teologia cattolica dal 1935 al 1940 presso il seminario di Mariana nello Stato di Minas Gerais. Fu ordinato sacerdote il 21 settembre 1940. Il 28 agosto 1962 fu nominato vescovo della diocesi di Bom Jesus da Lapa e ordinato poco dopo, il 25 gennaio 1963. Per raggiunti limiti di età si dimise il 15 marzo 1990, quindi fu nominato vescovo emerito. Morì il 21 giugno 2009.

## Genealogia episcopale
La genealogia episcopale è:
- Cardinale Scipione Rebiba
- Cardinale Giulio Antonio Santori
- Cardinale Girolamo Bernerio, O.P.
- Arcivescovo Galeazzo Sanvitale
- Cardinale Ludovico Ludovisi
- Cardinale Luigi Caetani
- Cardinale Ulderico Carpegna
- Cardinale Paluzzo Paluzzi Altieri degli Albertoni
- Papa Benedetto XIII
- Papa Benedetto XIV
- Papa Clemente XIII
- Cardinale Marcantonio Colonna
- Cardinale Giacinto Sigismondo Gerdil, B.
- Cardinale Giulio Maria della Somaglia
- Cardinale Carlo Odescalchi, S.I.
- Vescovo Eugène de Mazenod, O.M.I.
- Cardinale Joseph Hippolyte Guibert, O.M.I.
- Cardinale François-Marie-Benjamin Richard de la Vergne
- Cardinale Pietro Gasparri
- Cardinale Clemente Micara
- Arcivescovo Armando Lombardi
- Arcivescovo José d’Angelo Neto
- Vescovo José Nicomedes Grossi